# Gaasterlân-Sleat

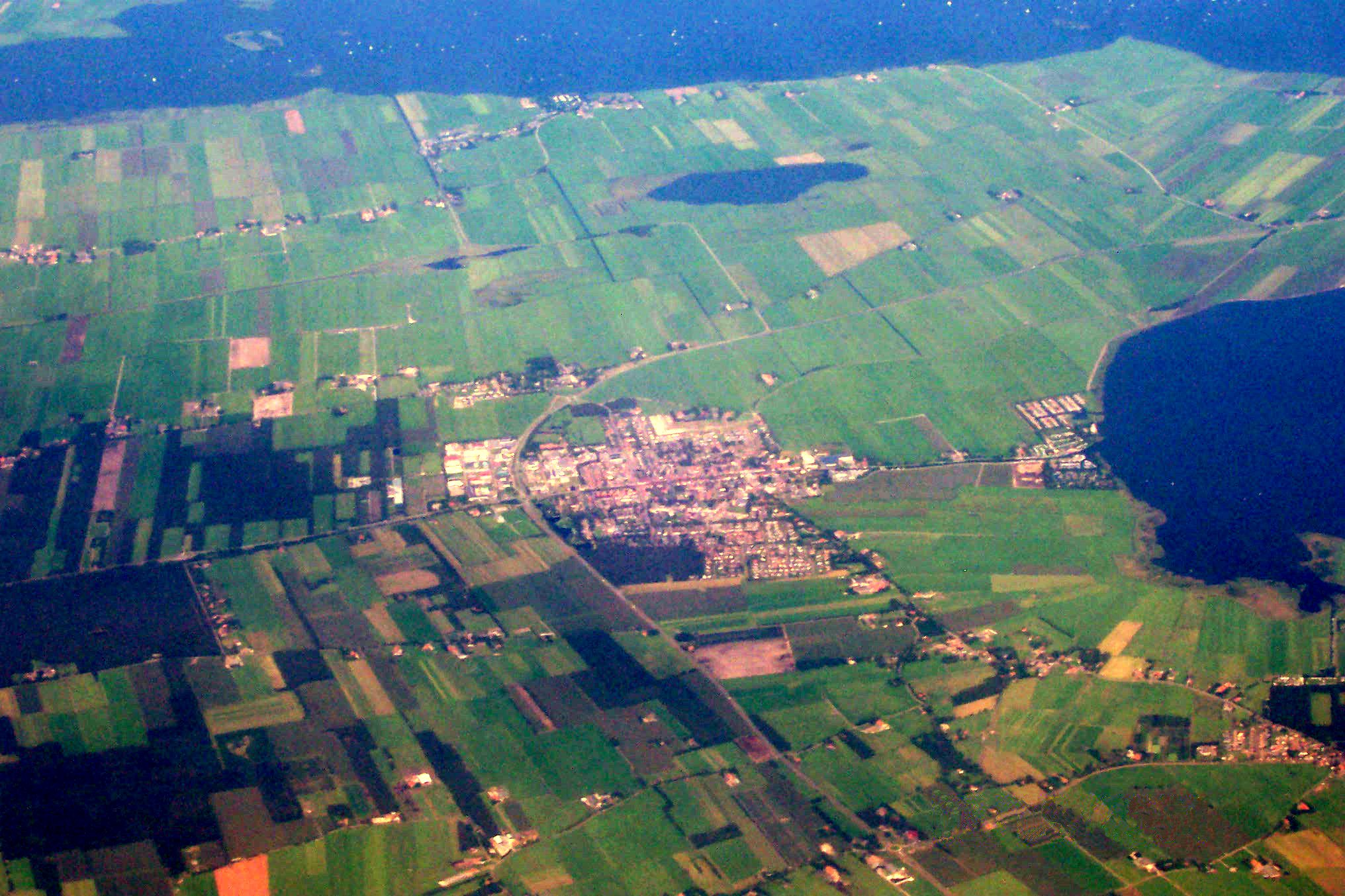
Vista aérea de Balk a capital do município de Gaasterland-Sloten (Gaasterland-Sleat).

Gaasterlân-Sleat é um antigo município no norte da Holanda. Seu nome oficial é em frísio ocidental, sendo o nome holandês Gaasterland-Sloten (pronuncia-se [ˌɣaːstərlɑnt ˈsloːtə(n)] (ouvir)). Em 2014 fundiu-se com os municípios de Lemsterland e Skarsterlân para formar o novo município De Fryske Marren.
Rijs tem uma área de 209,34 km2, uma elevação de 1 m e população de 10.186 pessoas segundo o censo de 2013.